# 12月18日
12月18日是公历一年中的第352天（闰年第353天），离全年结束还有13天。

## 大事记

### 20世紀以前
- 617年：杨侑为隋朝皇帝，是為隋恭帝。
- 1271年：蒙古帝國可汗忽必烈下詔更改國號為「大元」，建立疆域橫跨蒙古與中國的元朝。
- 1402年：朱棣决定迁都北京。
- 1777年：美國庆祝第一个感恩节。
- 1865年：美國废除奴隶制。
- 1892年：俄国作曲家柴科夫斯基作曲的芭蕾舞剧《胡桃夹子》在圣彼得堡的马林斯基剧院首次公演。

### 20世紀
- 1916年：第一次世界大战：法國軍隊在東北部城鎮凡爾登附近成功擊敗德國軍隊，雙方至少30.6萬人死亡、40.3萬人受傷。
- 1939年：中国抗日战争：杜聿明率领的中国国民革命军第五军反攻日本军队占领的广西昆仑关，昆仑关战役爆发。
- 1941年：香港保衛戰：日軍在完全佔領九龍半島和新界後，開始向香港島發動進攻。
- 1950年：埃特纳火山爆发。
- 1953年：一支国际考古队在尼罗河畔挖掘出凯尔奈克神庙的遗蹟。
- 1956年：日本加入联合国。
- 1959年：世界上第一台晶体管计算机：IBM7090由美国国际商用机器公司制造成功。
- 1965年：九个非洲国家因罗得西亚问题同英国断交。
- 1966年：英國天文學家理查‧沃克發現土衛十一。
- 1968年：中国历史学家翦伯赞因不堪忍受在「文化大革命」期间所受的迫害，和妻子一起服安眠药自杀身亡。
- 1969年：英国废除死刑。
- 1971年：美元在第二次世界大战后首次贬值。
- 1972年：美國空軍對北越首都河內及其周邊地區展開大規模轟炸，以爭取在巴黎和平談判的主動權。
- 1978年：中国共产党十一届三中全会在北京开幕，会议确立了中国共产党的工作重心由阶级斗争轉移到社會主義現代化建設。
- 1979年：联合国大会在纽约通过《消除對婦女一切形式歧視公約》。
- 1985年：美國一位女性接受人工心臟的手術成功，是歷史上第一宗成功的人工心臟手術。
- 1987年：程式设计师拉里·沃尔宣布其设计出编程语言Perl，并且把第一个版本发行到了comp.sources.misc新闻组之中。
- 1987年：代表電玩公司史克威爾（現史克威爾艾尼克斯）的招牌作——Final Fantasy系列之第一作以紅白機身分正式上市。

### 21世紀
- 2002年：香港輕便鐵路發生自1988年通車以來首宗出軌事故。
- 2007年：澳門美高梅開幕。
- 2010年：茉莉花革命：原本一系列的抗议活动发展成为突尼斯全国性的示威游行，最终迫使统治23年的宰因·阿比丁·班·阿里政权倒台。
- 2019年：香港一輛雙層九巴在上水粉嶺公路發生嚴重車禍，造成6死39人受傷。[1]
- 2022年：2022年國際足協世界盃在卡塔爾閉幕，阿根廷在決賽正規時間踢至加時賽以3比3賽和後，於以4比2擊敗法國贏得冠軍，是阿根廷繼1986年後第三度於世界盃奪冠。

## 出生
- 890年：阿卜杜拉赫曼三世，科爾多瓦酋長國第8任埃米爾及首任哈里發（961年逝世）
- 1021年：王安石，北宋政治家、文学家（1086年逝世）
- 1507年：大內義隆，日本戰國大名（1551年逝世）
- 1567年：立花宗茂，日本戰國武將（1643年逝世）
- 1707年：查理·卫斯理，英國循道運動領袖之一，聖詩創作者（1788年逝世）
- 1856年：，英國物理學家，電子發現者，1906年諾貝爾物理學獎得主（1940年逝世）
- 1860年：爱德華·麦克道威爾，美國作曲家（1908年逝世）
- 1863年：，奥匈帝國王儲（1914年逝世）
- 1867年：籾木卿太郎，日本醫師、政治人物（1916年逝世）
- 1870年：赫克托·休·芒罗，英國小說家（1916年逝世）
- 1878年：，蘇聯執政時間最長的最高領導人、國際共產主義運動活動家（1953年逝世）
- 1879年：保羅·克利，瑞士裔德國畫家（1940年逝世）
- 1882年：蔡锷，中国軍事家（1916年逝世）
- 1886年：泰·柯布，美國棒球球員，9項美國職棒紀錄保持者（1961年逝世）
- 1888年：羅伯·摩斯，美國都市計畫師（1981年逝世）
- 1890年：埃德温·霍华德·阿姆斯特朗，美國無線電工程師，調頻廣播技術發明者（1954年逝世）
- 1900年：顏成坤，香港中華巴士創辦人、主席、監理（2001年逝世）
- 1911年：朱爾斯·達辛，美國電影導演（2008年逝世）
- 1913年：，德國政治人物，第30任德國總理，1971年諾貝爾和平獎得主（1992年逝世）
- 1916年：蓓蒂·葛萊寶，美國電影演員、歌手、舞者（1973年逝世）
- 1921年：孫道临，中國電影演員、導演（2007年逝世）
- 1922年：馬丁·威爾克，加拿大統計學家（2013年逝世）
- 1927年：拉姆齊·克拉克，第66任美國司法部長（2021年逝世）
- 1935年：雅克·貝潘，法裔美國法式料理名廚
- 1939年：哈羅德·瓦慕斯，美國科學家，1989年諾貝爾生理學或醫學獎得主
- 1940年：雷锋，中国共产党黨員（1962年逝世）
- 1943年：凱斯·李察，英國音樂家、歌手、詞曲作家，滾石樂團吉他手
- 1944年：施振榮，宏碁集團創辦人兼榮譽董事長暨智榮基金會董事長、國家文化藝術基金會董事長
- 1946年：史蒂夫·比科，南非反種族隔離制度運動家，創立黑人覺醒運動（1977年逝世）
- 1946年：，美國電影导演
- 1947年：池田理代子，日本漫画家，代表作《凡爾賽玫瑰》
- 1949年：大衛·A·約翰斯頓，美國地質調查局火山學家（1980年逝世）
- 1950年：鄧英敏，香港藝人
- 1954年：雷·利奥塔，美國男演員（2022年逝世）
- 1954年：姜黎黎，中國女演員
- 1956年：夏宇，台灣作家、詩人
- 1959年：王中皇，台灣男演員
- 1960年：植草一秀，日本经济學家、痴漢行為慣犯
- 1960年：赤澤亮正，日本政治人物
- 1960年：尹錫悅，韓國政治人物，第20任韓國總統
- 1961年：大月俊倫，日本動画製作人
- 1961年：園子溫，日本電影導演、編劇、詩人
- 1962年：崔秀宗，韓國男演員
- 1963年：小山力也，日本男性聲優、演員
- 1963年：，美國電影演員、製片人
- 1963年：皮埃尔·恩库伦齐扎，蒲隆地政治人物，第11任蒲隆地總統（2020年逝世）
- 1964年：真鍋讓治，日本漫畫家
- 1964年：冷石·史蒂夫·奧斯汀，美國摔角手、演員
- 1965年：呂佩玉，臺灣女性配音員（2022年逝世）
- 1965年：佐藤敬一，日本動畫導演、動畫師、機械設計師
- 1966年：洪耀福，臺灣政治人物
- 1966年：江角真紀子，日本模特兒、演員、散文家、作詞人
- 1966年：詹盧卡·帕柳卡，義大利足球運動員
- 1968年：麥長青，香港演員
- 1968年：斯琴格日樂，中國女歌手
- 1968年：亞雷漢德羅·桑斯，西班牙歌手、作曲家
- 1969年：聖地亞哥·卡尼萨雷斯，西班牙足球員
- 1970年：DMX，美国说唱歌手
- 1971年：松枝賀子，日本電子遊戲作曲家
- 1971年：阿蘭查·桑切斯·維卡里奧，西班牙退役女子網球運動員
- 1972年：楊坤，中國男歌手
- 1972年：黃循財，新加坡政治人物，現任新加坡總理
- 1975年：希雅，澳大利亞創作歌手
- 1975年：瑪拉·卡爾法尼亞，義大利前主持人、模特，現眾議院議員。
- 1976年：王少偉，台灣演員、主持人
- 1976年：邱凱偉，台灣演員、歌手
- 1976年：小雪，日本女演員
- 1977年：穆塔西姆·卡扎菲，利比亞軍官，穆阿邁爾·格達費五子（2011年逝世）
- 1978年：姬蒂·荷姆絲，美國女演員
- 1980年：克莉絲汀·阿奎萊拉，美國女歌手、作曲人、作詞人、演員、舞者
- 1984年：楊潮凱，香港男演員
- 1985年：娜塔莎·加爾金娜，俄羅斯裔美國模特兒
- 1986年：弗朗索瓦·阿默蘭，加拿大男子短道速滑運動員
- 1986年：莉查·查達，印度女演員
- 1987年：張容軒，台灣籃球運動員
- 1987年：絢香，日本女歌手
- 1987年：古川雄輝，日本男演員
- 1987年：狩野翔，日本男性聲優
- 1987年：大龜明日香，日本女性聲優
- 1987年：安藤美姬，日本花式溜冰運動員
- 1989年：艾米麗·阿塔克，英國演員
- 1989年：凱特琳·法林頓，美國女子單板滑雪運動員
- 1991年：陳希郡，中國男演員
- 1992年：陸婷，中國女子偶像團體SNH48成員
- 1992年：坂泰斗，日本男性聲優
- 1992年：克麗絲滕·福克納，美國女子自行車運動員
- 1992年：布莉琪·門德勒，美國唱作人、音樂人、製片人、女演員
- 1993年：丞磊，中國男演員
- 1993年：小島梨里杏，日本女演員
- 1994年：莊岳，台灣男演員
- 1994年：旼宰，韓國女子偶像團體SONAMOO成員
- 1995年：虞書欣，中國女子偶像團體THE9成員
- 1995年：林娜榮，韓國女子偶像團體I.O.I、PRISTIN成員
- 1995年：巴爾博拉·卡雷茨科娃，捷克職業網球運動員
- 1997年：小羅納德·阿庫尼亞，委內瑞拉職業棒球運動員
- 1999年：劉彰，中國男子偶像團體INTO1成員
- 2000年：鄭偉，中國男演員
- 2000年：佳原萌枝，日本女性聲優
- 2000年：格拉帕·格潘，泰國男演員、歌手
- 2001年：怪奇比莉，美國歌手、詞曲作家
- 2001年：小畑優奈，日本女子偶像團體SKE48成員
- 2006年：藤寺美德，日本女性聲優

## 逝世
- 919年：莊穆夫人，五代十国时期吴越国王后（858年出生）
- 933年：蕭巖母斤，辽朝皇太后（生年不详）
- 1290年：馬格努斯·拉杜洛斯，瑞典国王（1240年出生）
- 1442年：皮埃爾·科雄，法国宗教及政治人物（1371年出生）
- 1495年：阿方索二世，那不勒斯国王（1448年出生）
- 1737年：安東尼奧·史特拉第瓦里，義大利弦樂器製作師（1644年出生）
- 1829年：让-巴蒂斯特·拉马克，法国博物学家（1744年出生）
- 1839年：威廉·麥克雪利，美國天主教神父、耶穌會領袖（1799年出生）
- 1848年：伯恩哈德·波爾查諾，波希米亞數學家（1781年出生）
- 1917年：亞瑟·馬修·韋爾德·唐寧，愛爾蘭數學家、天文學家（1850年出生）
- 1943年：路德維希·馮·羅伊特，德國海軍上將（1869年出生）
- 1952年：恩斯特·斯特莫，德國古生物學家（1871年出生）
- 1966年：黃文弼，中國考古學家（1893年出生）
- 1968年：翦伯赞，中国历史学家（1898年出生）
- 1977年：馬里納·埃克爾斯，美國銀行家、經濟學家，曾任美國聯邦準備理事會主席（1890年出生）
- 1977年：邵均，中国政治人物（1903年出生）
- 1980年：阿列克谢·柯西金，苏联总理（1904年出生）
- 1982年：漢斯-烏爾里希·魯德爾，德國空軍飛行員，外號「東線之鷹」（1916年出生）
- 1988年：王个簃，中国书画家及艺术教育家（1897年出生）
- 2006年：约瑟夫·巴伯拉，美国动画制作人，《湯姆貓與傑利鼠》创始人（1936年出生）
- 2011年：瓦茨拉夫·哈維爾，首任捷克總統（1911年出生）
- 2012年：穆斯塔法·烏爾德·薩萊克，茅利塔尼亞軍人，於1978年發動軍事政變（1936年出生）
- 2014年：罗伯特·辛普森，美国气象学家（1912年出生）
- 2014年：薇娜·莉絲，意大利演员（1936年出生）
- 2016年：莎莎·嘉寶，匈牙利裔美國女演員（1917年出生）
- 2017年：金鐘鉉，南韓男子團體SHINee成員（1990年出生）
- 2018年：吴三大，中国书法家（1933年出生）
- 2019年：石立善，中国人文社会科学学者（1973年出生）
- 2022年：西西，香港作家、編輯（1937年出生）

## 节假日和习俗
- 國際移民日（英语：International Migrants Day）
- ：國慶日